# Liu Song Xiaowudi
Liu Jun of keizer Song Xiāowǔdì (430-464) was keizer van China van 453 tot 464. Hij was de derde zoon van Liu Yilong.

## Biografie
Zijn vader Liu Yilong of keizer Wendi, had op zijn minst negentien zonen. Liu Juns' oudere broer Liu Shao vermoordde in 453 zijn vader nadat hij in ongenade was gevallen. Dit was het begin van een paleisrevolutie die zal duren tot de val van de Liu Song-dynastie in 479. Zijn regering lang bekampte Liu Jun rivaliserende prinsen en hooggeplaatsten. Hij werd algemeen beschouwd als een capabele, maar een harde en seksueel immorele keizer. 